# Winiary (powiat wielicki)
Winiary – wieś w Polsce, położona w województwie małopolskim, w powiecie wielickim, w gminie Gdów.
W latach 1975–1998 miejscowość administracyjnie należała do województwa krakowskiego.
W roku 2021 we wsi mieszkały 634 osoby, z czego 51,1% mieszkańców stanowiły kobiety, a 48,9% mężczyźni.
W Winiarach urodzili się:
- Antoni Hyży (1893–1969), major piechoty Wojska Polskiego, kawaler Orderu Virtuti Militari,
- Władysław Kulma (1888–1944), pułkownik dyplomowany piechoty Wojska Polskiego, kawaler Orderu Virtuti Militari.

| SIMC    | Nazwa     | Rodzaj    |
| ------- | --------- | --------- |
| 0318720 | Dziekanka | część wsi |
| 0318736 | Górki     | część wsi |
| 0318742 | Kaczków   | część wsi |
| 0318759 | Lipie     | część wsi |
| 0318765 | Łążek     | część wsi |
| 0318771 | Podgórze  | część wsi |
| 0318788 | Zarabie   | część wsi |

W maju 2010 roku wskutek powodzi osuwająca się ziemia zniszczyła kilka domów, a 22 uszkodziła.

## Położenie
Pod względem geograficznym Winiary znajdują się na Pogórzu Wielickim. Winiary położone są na lewym brzegu Raby, przy drodze wojewódzkiej nr 967 i sąsiadują z miejscowościami: Kunice, Dziekanowice i Rudnik.